# Kopiovo
Kopiovo (en rus: Копьёво) és un poble (un possiólok) de la República de Khakàssia, a Rússia, que el 2018 tenia 4.036 habitants. És la seu administrativa del districte d'Ordjonikídzevski.